# Tomáš Necid
Tomáš Necid (tjeckiska: Tomáš Necid) född 13 augusti 1989 i Prag dåvarande Tjeckoslovakien, är en tjeckisk professionell fotbollsspelare som spelar i den nederländska proffsklubben ADO Den Haag. Han spelar också för det tjeckiska landslaget.